# Bernard Berthod
Pour les articles homonymes, voir Berthod.
 (décembre 2014).
Si vous disposez d'ouvrages ou d'articles de référence ou si vous connaissez des sites web de qualité traitant du thème abordé ici, merci de compléter l'article en donnant les références utiles à sa vérifiabilité et en les liant à la section « Notes et références ».
Bernard Berthod, né le 13 septembre 1952 à Lyon en France, est un homme de culture, successivement médecin, historien, écrivain et responsable d'expositions.

## Biographie
Son père dirigeait, sur les pentes de la Croix Rousse, une entreprise de cartonnage en lien direct avec les métiers de la soie.
Ses études médicales et d’odonto-stomatologie sont couronnées par la soutenance d’une thèse sur Jean-Jacques de Gorla, chirurgien lyonnais et beau-père de Molière (Université Lyon 1 Claude Bernard, juillet 1975). Il entreprend ensuite des études d’histoire de l'art à l'issue desquelles il obtient en 1995 le diplôme de docteur ès lettres.

## Itinéraire culturel
En 1984, il est sollicité pour prendre en charge le Musée d’art sacré de Fourvière. En dix ans, Bernard Berthod en fait un véritable musée : agrandissement, politique d’acquisition, aménagement muséologique, expositions temporaires : 35 en 31 ans dont chacune a mis en lumière une expression de l’art sacré aux XIXe et XXe siècles. Cette valorisation de l’art du XIXe siècle a débuté à Fourvière à une période où ni l’art sacré, ni l’art du XIXe siècle ne jouissaient de la faveur qu’ils connaissent au XXIe siècle. Il exerce cette activité à titre bénévole. 
Parallèlement, Bernard Berthod participe à l’organisation de plusieurs expositions :
- en 1983, L’Anjou religieux et les Orfèvres du XIXe siècle, à Angers ;
- en 1986, Bossan et Armand-Calliat au Musée des Beaux-Arts de Lyon ;
- en 1993, Fils de soie à Chambord ;
- en 1994, Le Trésor liturgique de la cathédrale de Moulins, au Conseil général de l’Allier ;
- en 1995, Le Sacré-Cœur de Montmartre avec la mairie de Paris ;
- en 2001, 20 siècles en cathédrale au musée du Tau de Reims ;
- en 2003, Les orfèvres Froment-Meurice au musée de la Vie romantique ;
- en 2015, Pie VII face à Napoléon. La tiare dans les serres de l'aigle, Rome, Paris, Fontainebleau, 1796-1814, au Château de Fontainebleau.

Il intervient régulièrement lors de séminaires organisés par l’Institut national du patrimoine et les DRAC sur des sujets concernant la liturgie et l’art sacré aux XIXe et XXe siècles.

## L'homme des arts et des lettres
Bernard Berthod est également l’auteur de nombreux articles spécialisés, il cosigne et dirige :
- le Dictionnaire historique des étoffes (Éditions de l'Amateur, Paris,1994) ;
- le Dictionnaire des Arts liturgiques (Éditions de l'Amateur, Paris, 1996) ;
- le Dictionnaire iconographique des Saints (Éditions de l'Amateur, Paris, 1999) ;
- les Trésors inconnus du Vatican (Éditions de l'Amateur, Paris, 2001) ;
- Goudji (Éditions de l'Amateur, Paris, 2002) ;
- le Dictionnaire des objets de dévotion (Éditions de l'Amateur, Paris, 2006) ;
- l’Histoire de l’Eglise de Lyon (La Taillanderie, Châtillon-sur-Chalaronne, 2007) ;
- Do ut Des, les ex voto lyonnais et Lyon de A à Z (La Taillanderie, Châtillon-sur-Chalaronne, 2008) ;
- Grandes figures de l'Ordre de Malte (Arpège, Perpignan, 2010]) ;
- Goudji, des mains d'or et de Feu (Thalia, Paris, 2011) ;
- Reliques et reliquaires, l'émotion du sacré (CLD, Paris, 2014) ;
- le Dictionnaire des Arts liturgiques du Moyen Âge à nos jours (Frémur, Châteauneuf-sur-Charente, 2015).
- Goudji, le poème du feu, Frémur, Châteauneuf-sur-Charente, 2021)
- Trésors inconnus du Vatican, cérémonial et liturgie (CLD, Paris, 2021)

Il travaille comme expert auprès de l’Office des célébrations liturgiques du Souverain Pontife de 1998 à 2007. 
Nommé en juin 2002 par le pape Jean-Paul II, consulteur de la Commission pontificale pour les biens culturels de l’Église, il est reconduit par Benoît XVI en juin 2007, poste qu'il occupe jusqu'en novembre 2012.
Il est membre du Conseil international des musées (ICOM) depuis 1992 et vice-président d'ICOM Costume depuis 2013. En novembre 2014, il est élu président de l'association internationale Europae Thesauri.

## Décorations et récompenses
- chevalier de l’Ordre national du Mérite en 2009.
- chevalier (1997) puis officier (2005) de l’Ordre des Arts et des Lettres.
- chevalier de l'Ordre de Saint-Grégoire-le-Grand (Saint-Siège) en 2006.
- chevalier de l'Ordre de l'Étoile de la solidarité italienne (République italienne) en 2009.
- chevalier Grand-Croix de l'Ordre du Saint-Sépulcre de Jérusalem en 2014.

En novembre 2007, il est lauréat de l’Académie des sciences morales et politiques : il reçoit le prix de la Fondation Chanoine Delpeuch, « pour l’ensemble de son œuvre et de son action en faveur du patrimoine religieux ».